# Tipula (Lunatipula) armata
Tipula (Lunatipula) armata is een tweevleugelige uit de familie langpootmuggen (Tipulidae). De soort komt voor in het Nearctisch gebied.